# The Who
The Who je rock sastav osnovan 1964. godine u Londonu. Osnovali su ga Roger Daltrey, Pete Townshend, John Entwistle i kasnije pridruženi "manijakalni" bubnjar Keith Moon. Bili su jedni od predvodnika rocka prožetog ritam i bluesom, soulom i popom. Postali su poznati po svojim nastupima uživo koji su često uključivali razbijanje i uništavanje instrumenata i opreme. 
Utemeljitelji su novog medija - rock opere, ali prije svega su izniman hard-blues-rock sastav. No, 1978. godine iznenadno umire njihov bubnjar Keith Moon u dobi od 32 godine, nakon čega je grupa snimila još dva studijska albuma s novim bubnjarem Kenney Jonesom (ex- The Faces) prije nego što se rasformirala 1983.g.
Ponovo se okupljaju za Live Aid 1985., za jubilarnu turneju 25. godišnjice osnutka 1989., i za Quadrophenia turneju 1996. Preostala trojica iz originalne postave namjeravala su početkom 2000. snimiti album s novim materijalima, ali u tome ih je omela smrt basista Johna Entwistlea 2002. u dobi od 57 godina. Townshend i Daltrey su i dalje nastavili nastupati pod izvornim imenom The Who.
Sastav je 1990. uveden u Kuću slavnih, Rock and Roll Hall of Fame. Magazin Rolling Stone navodi da The Who, uz The Beatles i The Rolling Stones, kompletira "sveto trojstvo britanskog rocka". 

## Povijest
Prvi sastav koji bi se mogao nazvati “majkom” The Whoa, napravili su Pete Townshend i John Entwistle, a zvao se The Confederates. Townshend je svirao banjo, a Entwistle francuski rog, što je i nastavio u svojoj karijeri s The Whoom. Roger Daltrey na ulici je sreo Entwistla te ga pitao da mu se pridruži u njegovom novom sastavu, a nakon što je pristao, zamolio je Townshenda da u Whou bude gitarist. U ranim danima The Who je bio poznat pod imenom The Detours country glazbom. Roger Daltrey je u početku svirao glavnu gitaru, Pete Townshend ritam gitaru, John Entwistle bas, Doug Sandom bubnjeve. Nakon što je Colin Dawson napustio sastav, Daltrey je imao predvodničke vokale, a Townshend postao solo gitarist. Godine 1964. bubnjar Doug Sandom je napustio sastav, pa je Keith Moon postao The Whoov bubnjar. Detours mijenja ime u "The Who" 1964.(jedno kratko vrijeme njihov menadžer Kit Lambert ih je preimenovao u The High Numbers,da se više svide publici, ali nakon par nastupa vraćeno je ime The Who) a iste godine Keith Moon im se pridružuje, nakon što je poslije jednog njihovog nastupa s drugim bubnjarem došao na pozornicu i počeo manijakalno svirati bubnjeve.1966. godine na albumu A quick one( u Americi Happy Jack) trebalo je popuniti deset minuta, pa je menadžer Kit Lambert došao na ideju da Pete Townshend napiše "mini operu" ili jednu deset minuta dugu pjesmu koja se sastoji od više kraćih. Peteu se ta ideja isprva nije svidjela, ali je na kraju pristao. Ta "mini opera" ga je inspirirala da napiše Tommy, rock operu o dječaku koji je slijep, gluh i nijem, ali bez obzira na to postane svjetska senzacija u igranju flipera (dio o fliperu je Pete dodao da bi se svidio jednom novinaru u engleskim novinama koji je bio opsjednut fliperom).Tommy je bio ogroman uspjeh za bend te ih  je učinio bogatima i poznatima, neko vrijeme bi na koncertima izvodili cijeli album. Nakon Tommya,Pete Townshend je htio napisati još jednu rock operu koja je trebala biti veća i bolja od Tommya... Lifehouse.Priča Lifehousea:
U svijetu nekoliko stotina godina od sada, onečišćenje je toliko grozno da ljudi žive u odijelima "Lifesuits" koja ih štite od svega te ih spajaju s mrežom "Grid" koja im pruža zabavu, jelo i piće i plinove za spavanje, tako da nikada ne moraju izaći iz kuće. Glavni like je Bobby, mladi glazbenik koji popravlja kazalište Lifehouse te svira u njemu. On želi pronaći "Notu" ,djelo muzike koje predstavlja svakoga kao čovjeka, njegov put u životu i sjedinjuje ih sve.On svoje sviranje prenosi preko radija te s vremenom sve više ljudi dolazi ga čuti. Na vrhuncu radnje, gomila ljudi je u kazalištu dok Bobby svira, a onda upadnu vlasti i žele ga zaustaviti. Bobby tada počne svirati "Notu" i tako stvori nekakav štit koji odbija vlasti. Kada sve završi, vlasti shvate da su svi nestali.
Lifehouse na kraju nije uspio, a Townshend je doživio živčani slom. Materijal koji su snimili za Lifehouse je iskorišten za "Who's Next ", po mnogima njihov najbolji rad.1973. godine Pete je napisao još jednu rock operu "Quadrophenia" o jednom dječaku Jimmyju u šezdesetima u Engleskoj. Keith Moon je u to vrijeme postao žestoki alkoholičar, te je postajao lošiji kako je vrijeme prolazilo. Za njihov posljednji album (s Keithom Moonom)Who are you, na nekim pjesmama morali su dovesti drugog bubnjara jer Keith jednostavno nije imao snage svirati.
7.9.1978. Keith Moon umire od predoziranja tabletama za spavanje. Ostatak The Who je odlučio da nastave sa sviranjem, te su našli novog bubnjara Kennyja Jonesa.
Smatra se jednom od najutjecajnijih i najuspješnijih grupa šezdesetih godina prošloga stoljeća. VH1 ih je uvrstio na osmo mjesto svoje ljestvice 100 najvećih umjetnika hard rocka. Magazin Rolling Stone ih je stavio na 29. mjesto svoje liste 100 najvećih umjetnika svih vremena, a VH1 na svojoj ljestvici istih na 13. mjesto.

## Diskografija
- My Generation(u Americi pod nazivom  "The who plays My Generation"1965.)
- A Quick One (u Americi pod nazivom"Happy Jack")(1966.)
- The Who Sell Out (1967.)
- Tommy (1969.)
- Live at Leeds (1970.)
- Who's Next (1971.)
- Quadrophenia (1973.)
- Odds and Sods(1974.)
- The Who by Numbers (1975.)
- Who Are You (1978.)
- Face Dances (1981.)
- It's Hard (1982.)
- Endless Wire (2006.)
- Who (2019.)

## Vanjske poveznice
- The Who.com  službena stranica sastava
- thewaver.net kompletna biografija sastava  Arhivirana inačica izvorne stranice od 20. studenoga 2012. (Wayback Machine)
- The Who reference
- The Who  Arhivirana inačica izvorne stranice od 23. rujna 2008. (Wayback Machine) na Rolling Stone
- The Who Lokacije  Arhivirana inačica izvorne stranice od 22. prosinca 2016. (Wayback Machine)